# Culture palestinienne
 (décembre 2012).

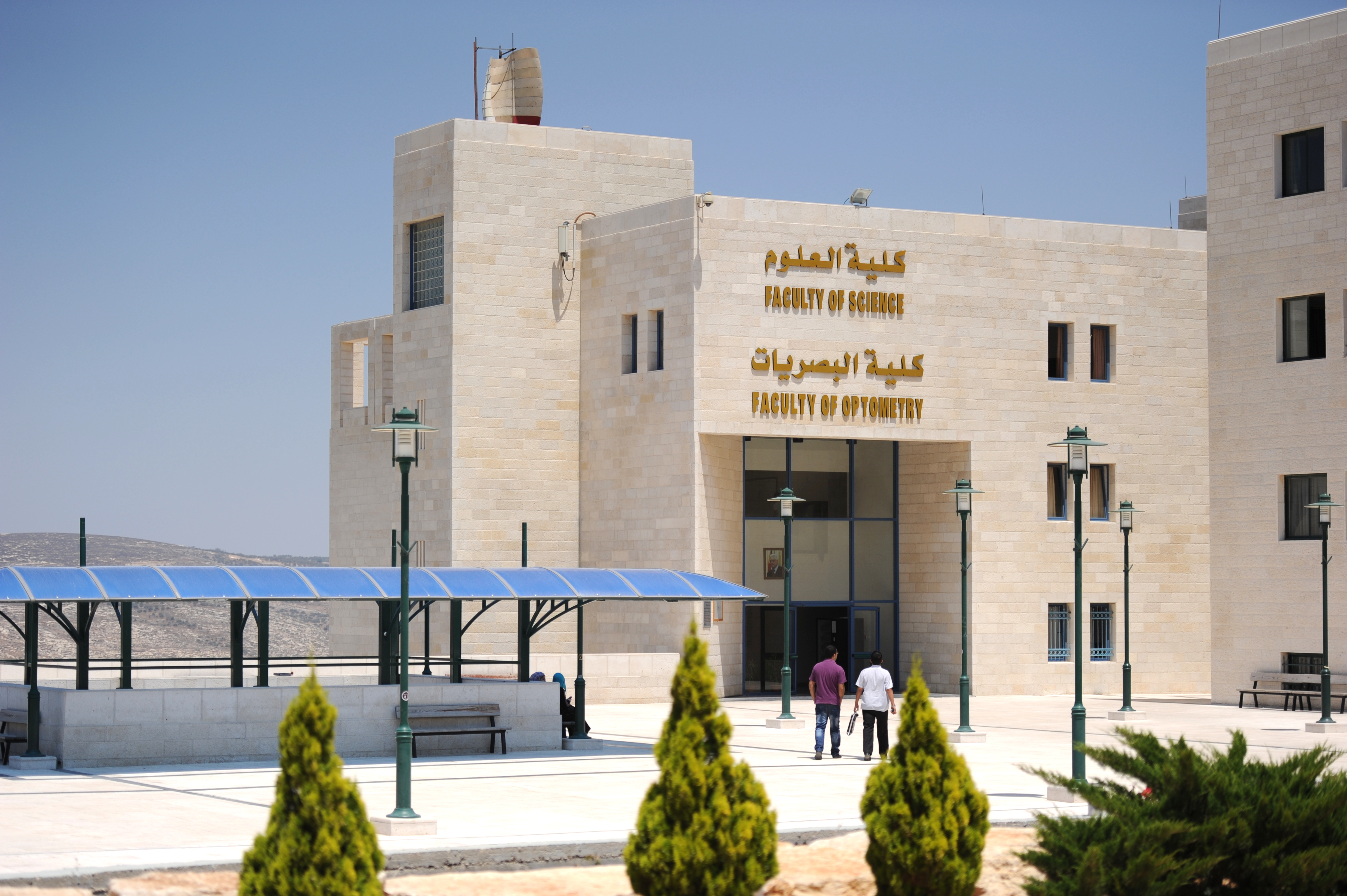
Faculté des sciences à l'université nationale An-Najah de Naplouse.

La culture du peuple palestinien est influencée par les nombreuses cultures et religions diverses qui ont existé dans la région historique de la Palestine. Leur héritage culturel et linguistique est un mélange d'éléments arabes et de cultures étrangères qui ont dominé le pays et sa population au cours de milliers d'années.
Les contributions culturelles aux domaines de l'art, de la littérature, de la musique, des costumes et de la cuisine expriment l'identité palestinienne malgré la séparation géographique entre les Palestiniens des territoires palestiniens, les citoyens palestiniens d'Israël et les Palestiniens de la diaspora.
La culture palestinienne comprend la cuisine, la danse, les légendes, l’histoire orale, les proverbes, les blagues, les croyances populaires, les coutumes et la compréhension des traditions (y compris les traditions orales) de la culture palestinienne. Le renouveau folkloriste parmi les intellectuels palestiniens tels que Nimr Sirhan, Musa Allush, Salim Mubayyid et d’autres a mis l’accent sur les racines culturelles préislamiques.

## Patrimoine

### Liste représentative du patrimoine culturel immatériel de l’humanité
Le programme Patrimoine culturel immatériel (UNESCO, 2003) a inscrit dans sa Liste représentative du patrimoine culturel immatériel de l'humanité différents éléments issus de la culture palestinienne (au 12 janvier 2016) :
- 2008 : La Hikaye palestinienne[1]
- 2012 : Lieu de naissance de Jésus de Nazareth : l'Église de la Nativité et la route de pèlerinage vers Bethléem
- 2014 : La Palestine : terre des oliviers et des vignes – Paysage culturel du sud de Jérusalem, le village de Battir
- 2021 : la broderie palestinienne

## Drapeau de la Palestine

Drapeau de l'Autorité palestinienne

Sur la gauche, figure un triangle rouge prolongé par 3 bandes horizontales noire, blanche et verte.
- le triangle rouge symbolise la « maison hachémite » de Mahomet;
- la bande noire symbolise les Abbassides de Bagdad (750-1258);
- la bande blanche symbolise les Omeyyades de Damas (661-750);
- la bande verte symbolise les Fatimides du Caire (969-1171).

Ces couleurs panarabes avaient été adoptées par la Grande Révolte arabe de 1916, qui visait à la formation d'un royaume arabe englobant tout le Croissant fertile. Cette révolte échoua avec la fin de la Première Guerre mondiale et la mainmise du Royaume-Uni et de la France sur le Proche-Orient.
En 1948, ce drapeau est devenu celui du nationalisme palestinien tel qu'adopté par le Haut Comité arabe.

## Fêtes traditionnelles
- La fête de Nabi Moussa (Moïse), sous forme d'une procession allant de Jérusalem vers la tombe de Moïse, cependant enterré en Jordanie, au Mont Nebo.
- La fête de Nabi Rubeen (le prophète Reuven de la Bible), le long de la rivière Rubeen[Où ?], regroupe des groupes musicaux et des troupes de théâtre.
- La fête commémorant la naissance d'Al-Khadr (saint Georges), le 23 février, pour marquer le printemps et le début des travaux des champs.
- La fête commémorant la mort d'Al-Khadr, le 3 novembre, pour marquer l'arrivée de l'hiver et le début de la récolte des olives, et la préparation des cultures hivernales.
- La fête de Job, prophète selon la Bible, au printemps, consacrée au culte de la fécondité, et lors de laquelle les femmes se baignaient dans la mer dans l'espoir de tomber enceintes.
- La fête cananéenne du printemps, célébrée depuis 1996, constitue un retour aux sources de la nation. Elle rétablit le culte du dieu Baal et des autres divinités cananéennes. Yasser Arafat fut déclaré premier Cananéen.
- La fête de Nuwwar Nisan, célébrée depuis 1996, sous forme d'une procession dans la ville de Ramallah.

## Fête nationale
La fête nationale est fixée au 15 novembre depuis 1988, par la Déclaration d'indépendance du Conseil national palestinien en exil à Alger.

## Journaux palestiniens
Au total une trentaine de journaux existent dont :
- Les quotidiens :
  - Al-Ayyam (les Jours) à Ramallah, organe officieux de l'Autorité palestinienne
  - Al-Ittihad (l'Unité) à Haïfa, porte-parole des communistes
  - Al-Nahar (le Jour) à Jérusalem
  - Al-Qods (Jérusalem) à Jérusalem
  - Filastine (Palestine) à Jérusalem
  - Jerusalem News à Jérusalem, en anglais
- Les périodiques :
  - Al-Sennara (l'Hameçon) à Nazareth
  - Fassi al-Magal (Sélection) à Nazareth
  - Koul al-Arab (Tous les Arabes) à Nazareth
  - Ou al-houriyyade (la Liberté) à Umm al-Fahm
  - Saout al-Haq (la Voix de la vérité) à Umm al-Fahm

## Traditions vestimentaires
Le keffieh qui est la coiffe traditionnelle ainsi que les robes brodées sont parmi les traditions vestimentaires palestiniennes les plus connues.

### Keffieh

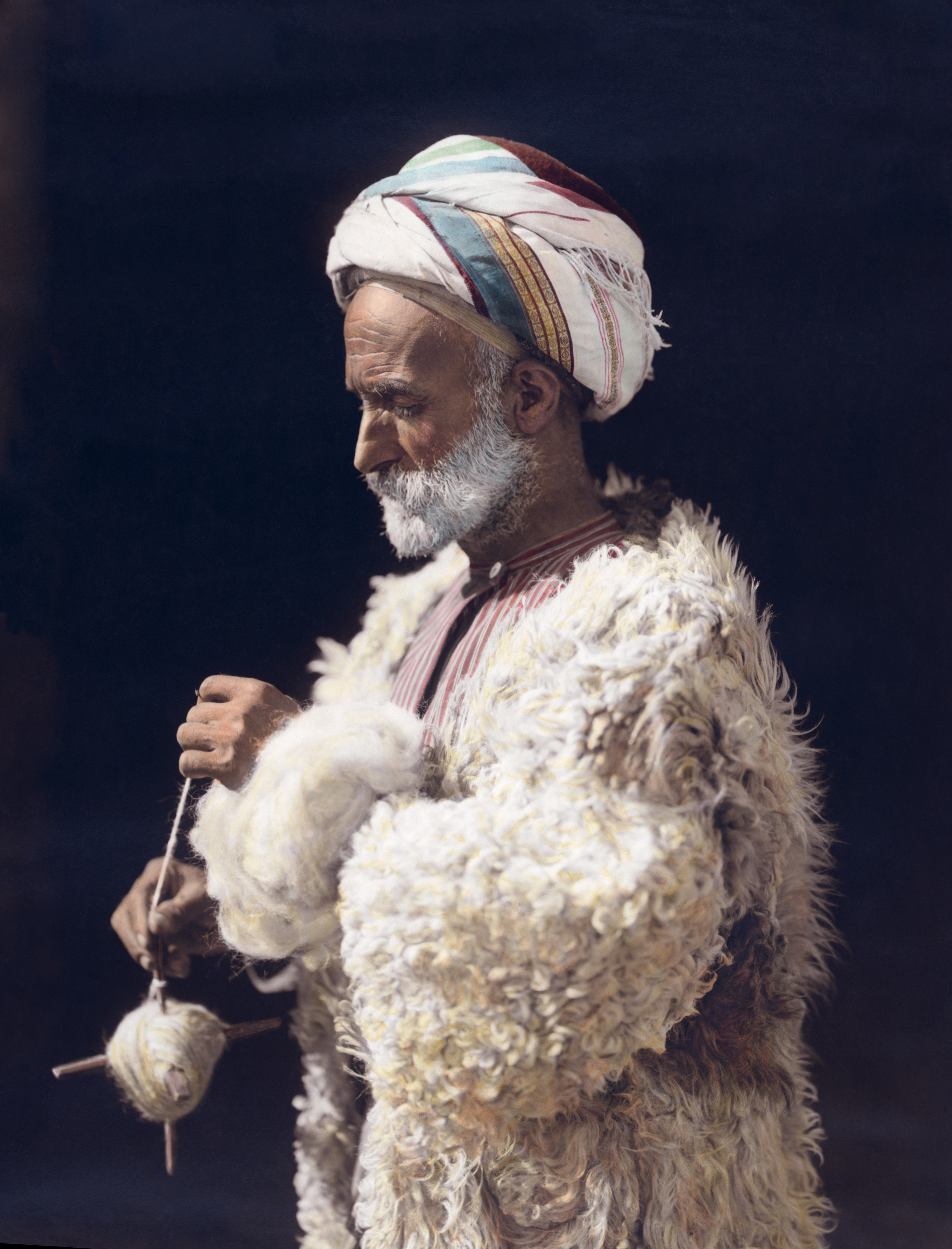
Homme filant la laine à Ramallah (1919, image colorisée)

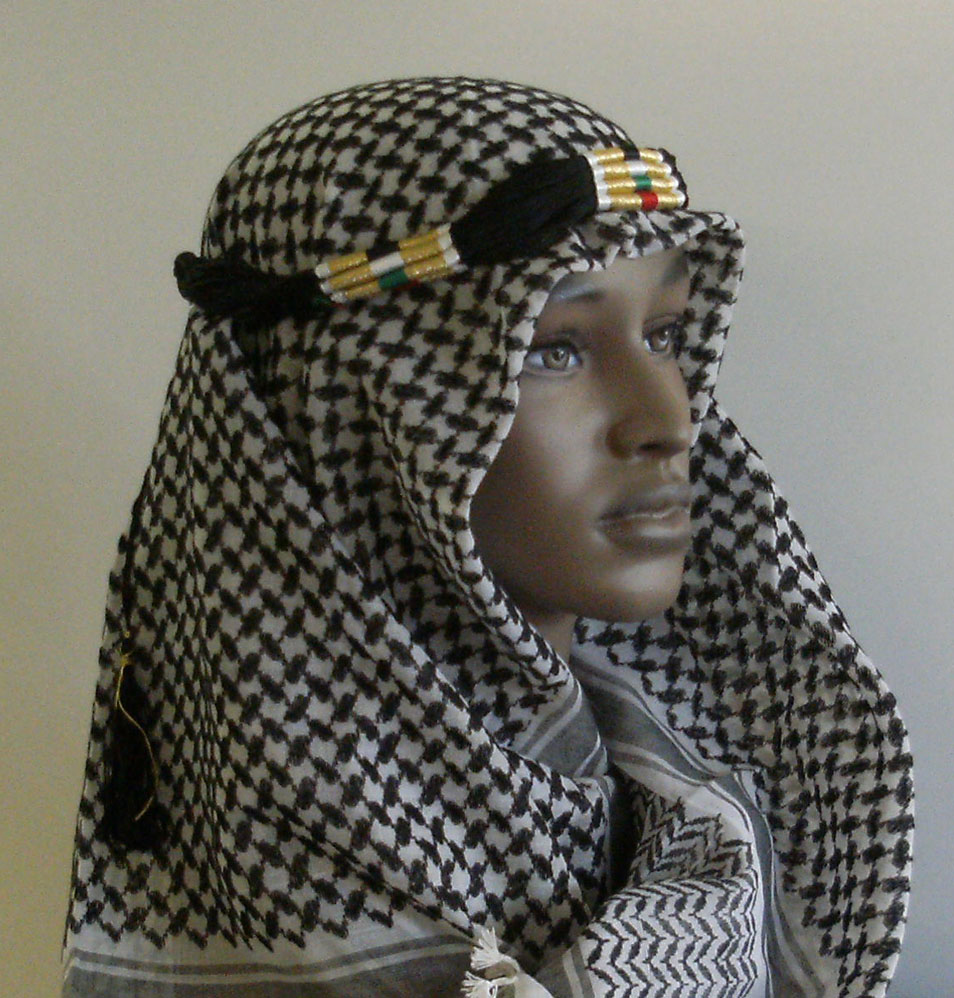
Shemagh palestinien

Le keffieh est la coiffe traditionnelle des paysans et des bédouins palestiniens. Il permettait de distinguer les citadins des ruraux. Le keffieh appartient à toute la population arabe de la péninsule Arabique, d'Irak, de Jordanie, de Syrie, du Liban et de la Palestine. De la région appelée anciennement : Al-Hijaz, Al-Iraq, Al-Yaman, Accham et Filistin. Ensuite, cela s'est généralisé au point de devenir un élément de costume commun, à tous les bédouins et tous les paysans d'Arabie et du Moyen-Orient.
Cette pièce de tissu servait originellement à masquer le visage pour se protéger du soleil et des tempêtes de sable. Il existe différents motifs et différentes couleurs qui varient du jaune au noir en passant par le rouge, le blanc et le vert.

#### Dimension politique
Au cours du soulèvement populaire contre la présence britannique en Palestine, mené par Izz al-Din al-Qassam, à partir de 1936, le keffieh revêt alors une importance capitale pour les Arabes de Palestine. En effet, les révolutionnaires portaient alors le keffieh, qui leur servait à se protéger le visage et à ne pas être reconnu par les Britanniques. Mais cela les rendait bien évidemment plus repérables dans les villes et les arrestations se multipliaient, les porteurs du keffieh étant considérés comme résistants. C'est alors que toute la population fut appelée à porter le keffieh. Les citadins abandonnèrent la tarbouche (signe de distinction sociale) pour porter le keffieh, qui était, comme nous l'avons vu plus haut, une coiffe paysanne.[style à revoir]

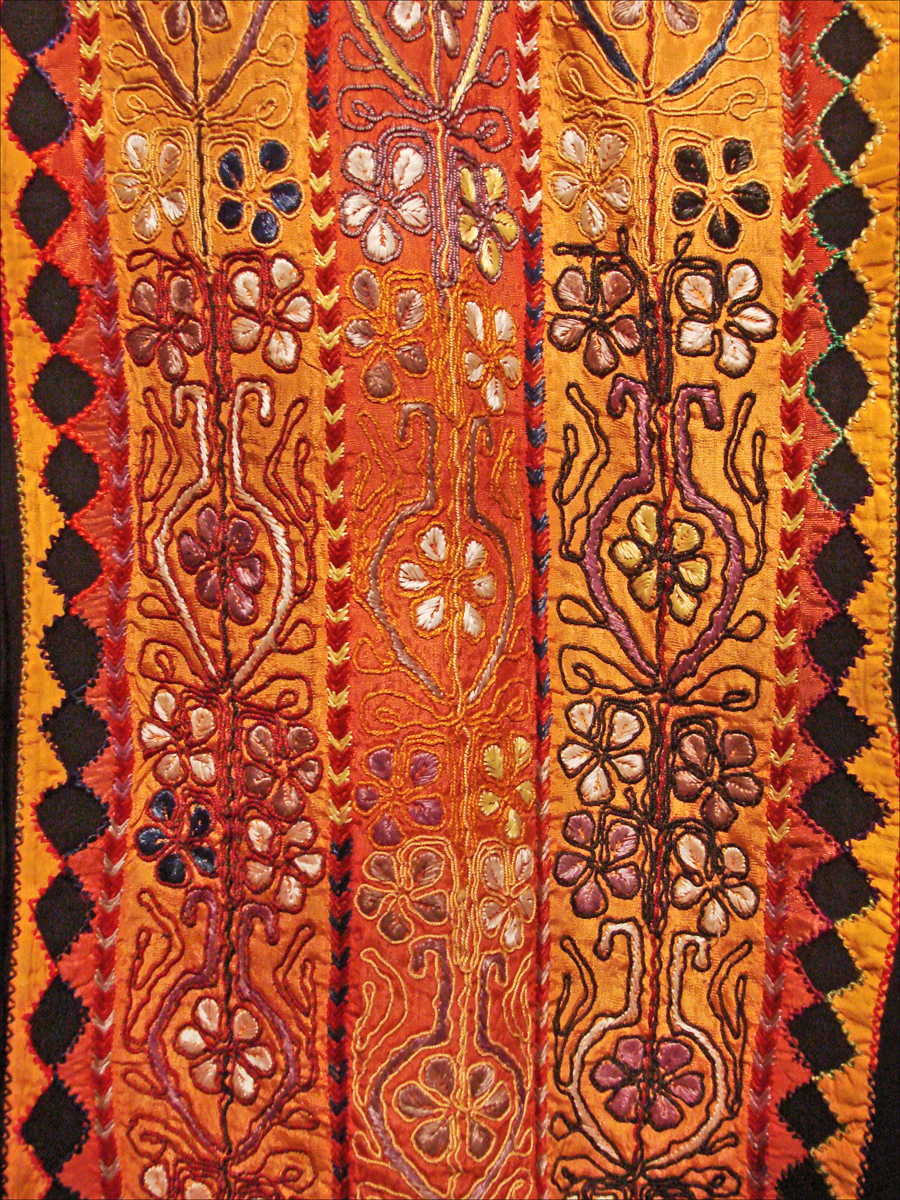
Détail de broderie de soie sur coton sur une robe de fête, Al-Mesmiya, Gaza, v. 1920.

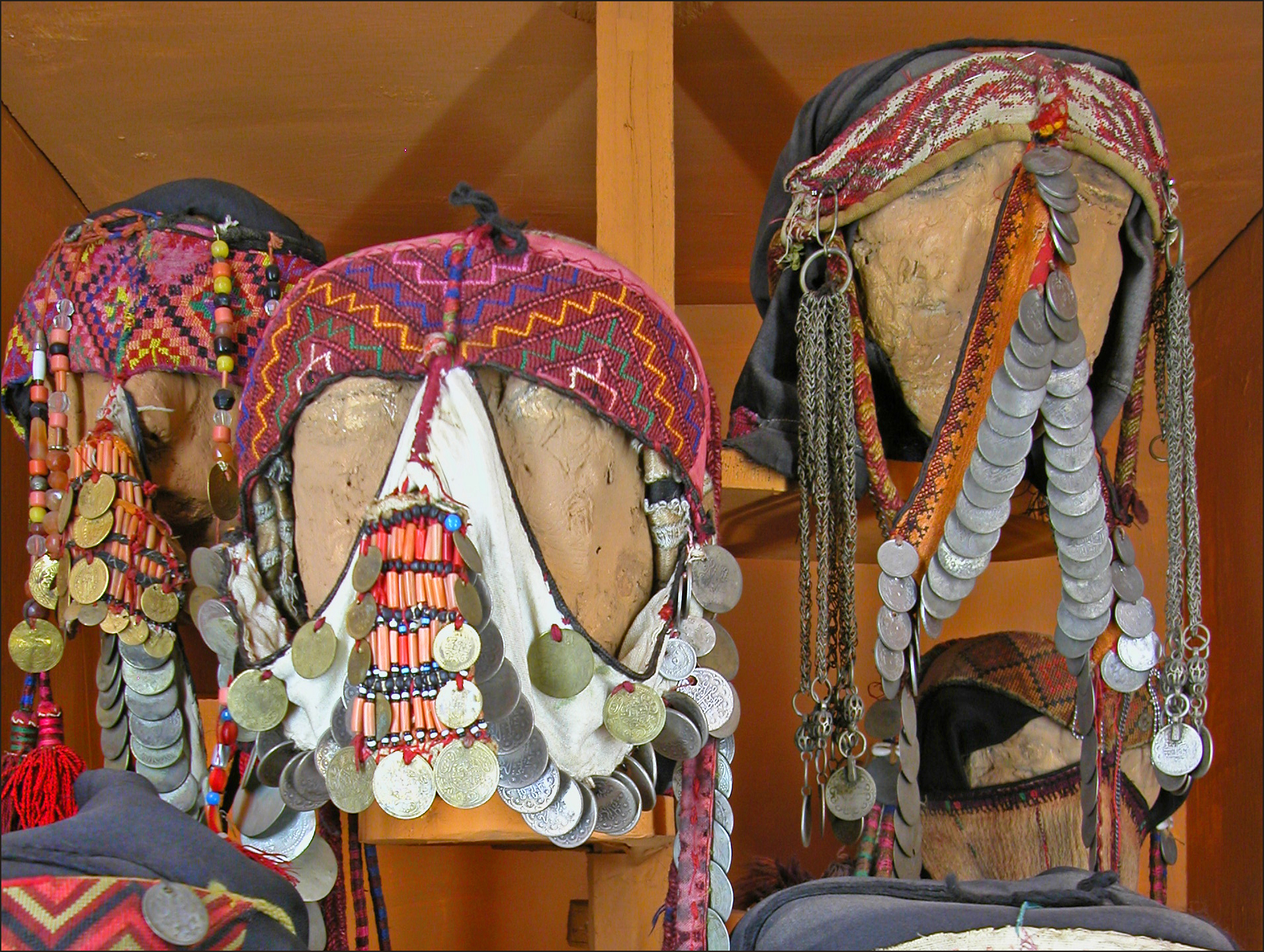
Coiffes avec burgo, variante du voile, portées par les Bédouines, sud de la Palestine.

Le keffieh est aujourd'hui le symbole et l'emblème de la résistance palestinienne. Son port, en guise de foulard dans les pays européens par de jeunes Européens, leur permet de montrer leur solidarité politique avec les mouvements pro-palestiniens. Mais, soumis à un effet de mode, il est souvent adopté par des personnes qui le portent sans même savoir quelles en sont les origines, significations, valeurs...[style à revoir]

### Broderies
Les robes brodées sont une tradition palestinienne ; les motifs et le style diffèrent en fonction du milieu social et des régions. Les broderies sont généralement de couleur vive. Elles étaient le fait d'un riche artisanat très ancien qui a été interrompu avec l'exode des Palestiniens à partir de 1948 mais depuis quelques années, cet artisanat a connu une renaissance grâce aux associations de femmes palestiniennes dans les camps de réfugiés tel que l'Association Najdeh. Par la fabrication artisanale et le port de ces robes brodées, elles peuvent ainsi affirmer leur identité, même en exil.

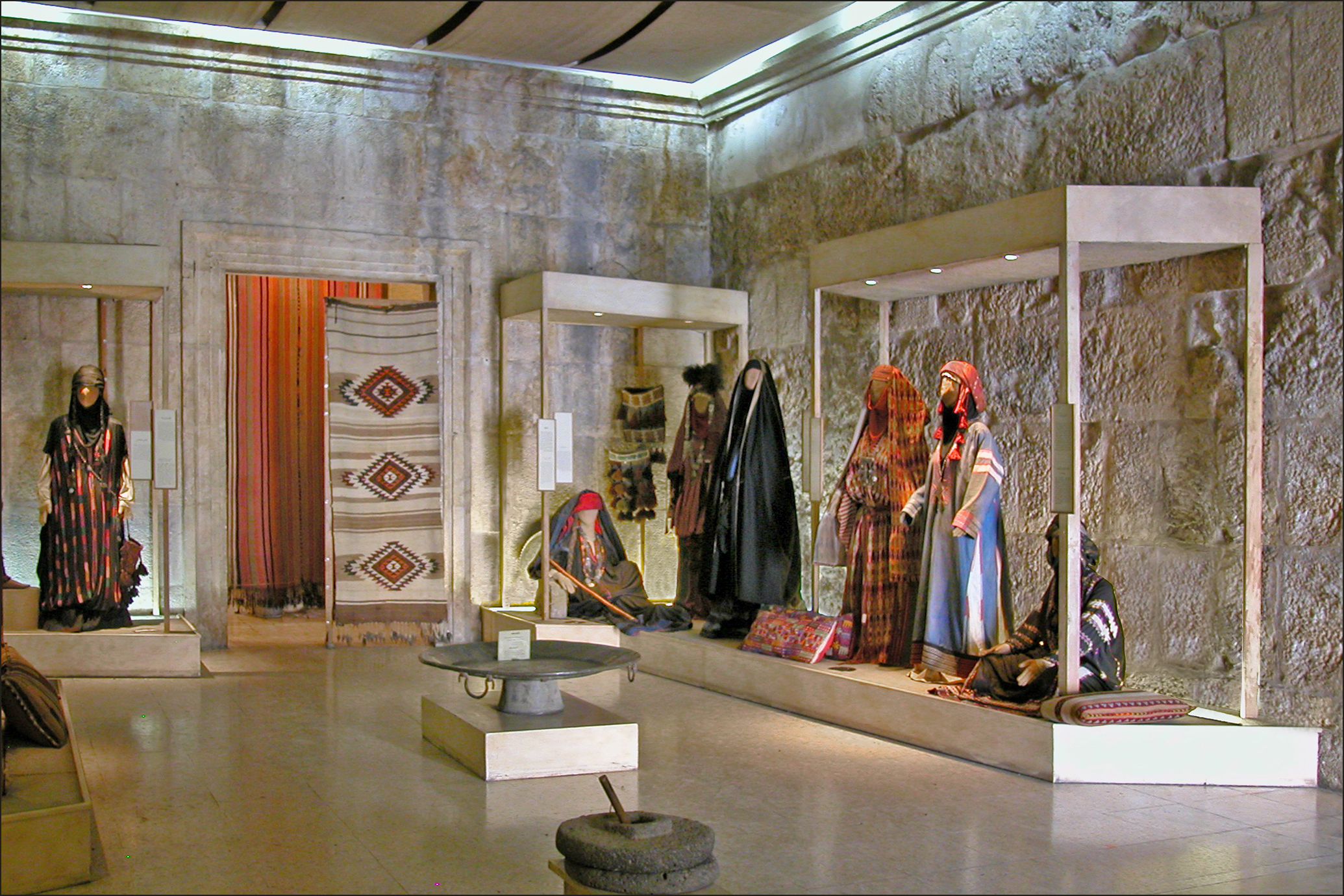
Salle palestinienne au Musée des Traditions populaires, Amman (Jordanie)

Le Musée des arts et traditions populaires à Amman en Jordanie est ouvert depuis 1971 et situé à l'est du théâtre romain de la ville. Son ambition est de préserver son héritage populaire, d'être une vitrine du patrimoine jordanien et palestinien de toute la Jordanie, et de partager ses trésors avec le monde entier.

## Traditions culinaires
La cuisine palestinienne s'est enrichie des influences des régions qui l'entourent : la cuisine de Galilée est proche de celle du Liban, celle de la bande de Gaza ressemble à celles de l'Egypte et de la Méditerranée, etc.
Le pain (khobez)  est un aliment de base de la nourriture en Palestine et possède une valeur symbolique. Il est plat et cuit sur une plaque plate ou arrondie appelée taboun ou tabouna qui lui donne aussi ce nom : pain tabouna. Il se mange seul avec de l’huile d’olive issue de la région, du thym frais qui pousse en abondance localement et des graines de sésame. Il est servi avec tous les plats ; il accompagne les mezzés et souvent, on place la nourriture au-dessus du pain. Le piment est très apprécié et relève tous les plats.

### Plats
- Le mensef : le pain est couvert de riz et d’agneau mijoté (épices, caillé de brebis, amandes, pignons…) ;
- La sfiha : le pain est couvert d'un mijoté de viande, oignons, tomates
- Le kedreh : riz au safran et agneau, cuits à l’étouffée dans une jarre de terre cuite (spécialité d’Hébron)
- Le musakhan : le pain est couvert d'oignons et de miettes de poulet au sumac, puis éventuellement roulé
- Le kalayat bandura ou galayat bandura : mijoté de tomates, haricots, huile d'olive. Se sert au petit-déjeuner ou le soir
- Le shish barak (tatarbari en Irak) : raviolis farcis au bœuf épicé dans une sauce au yogourt

La courgette farcie à la viande reste un plat classique.

Spécialités culinaires
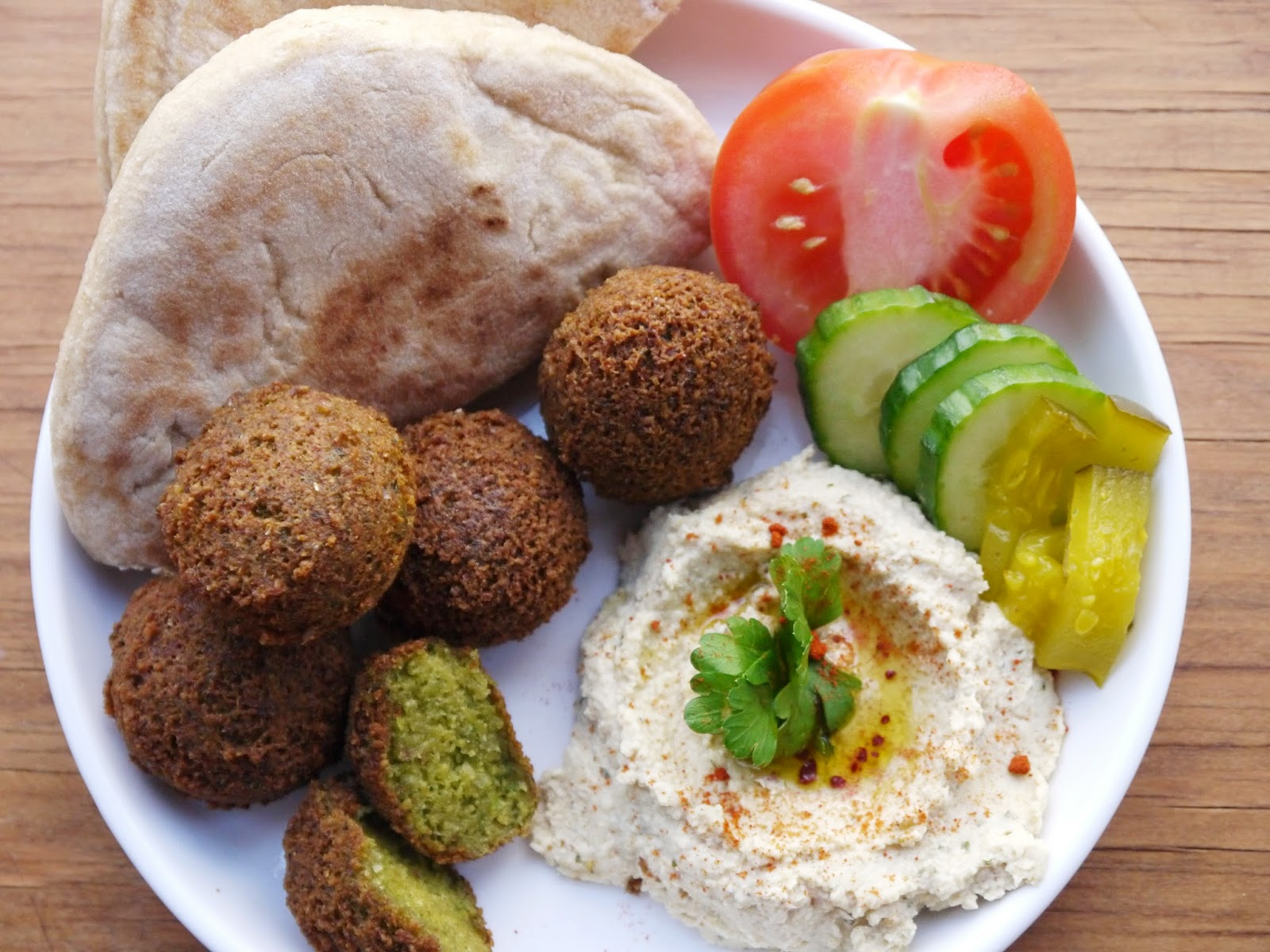
Petit-déjeuner palestinien pour touristes
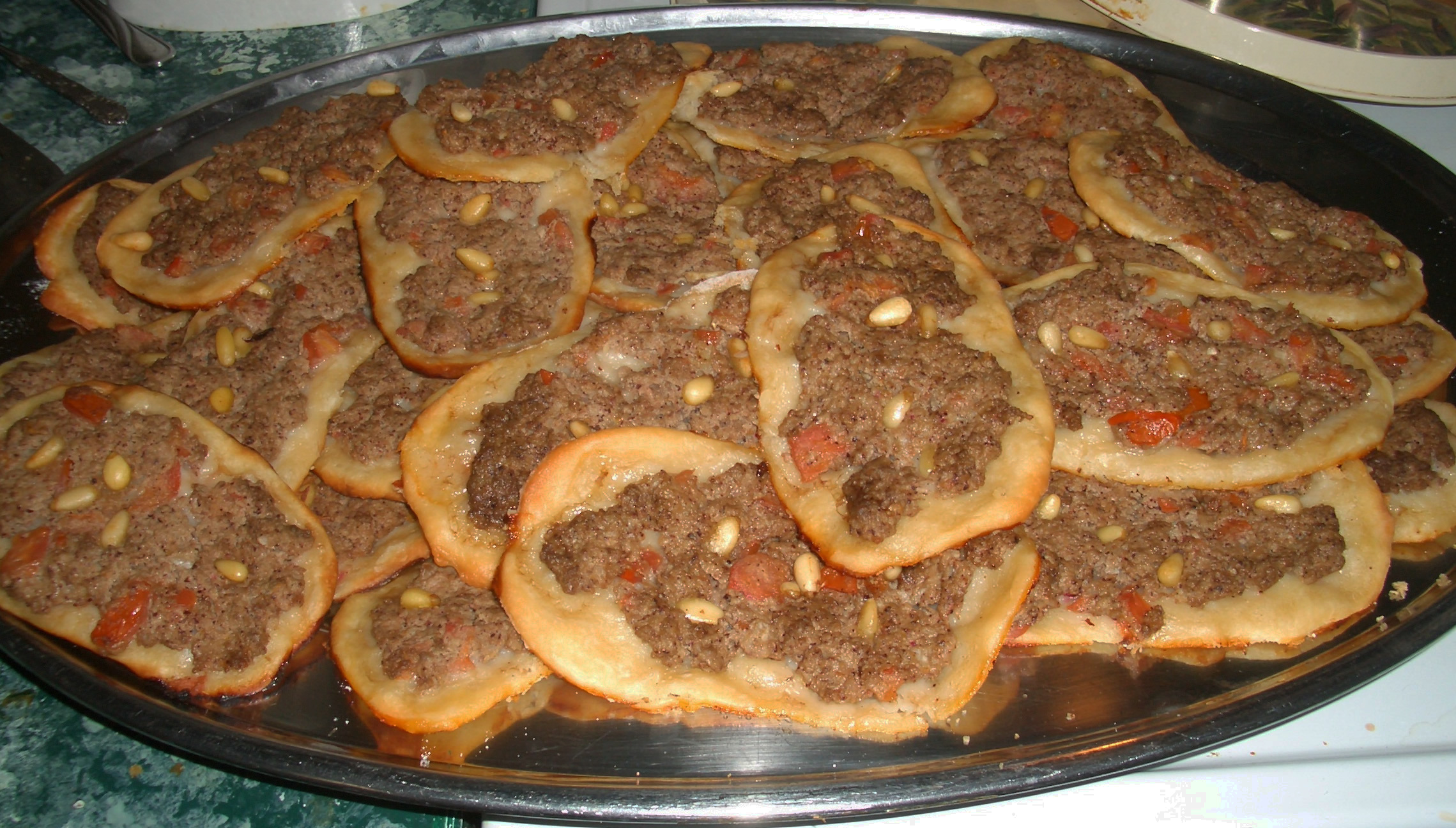
Sfiha
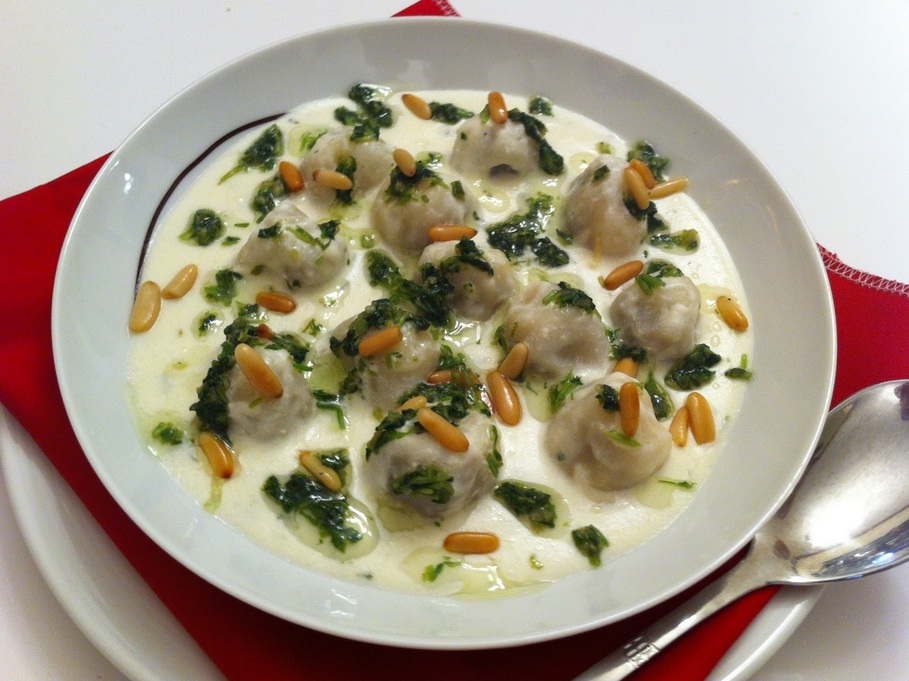
Shishbarak (ou tatarbari en Irak)
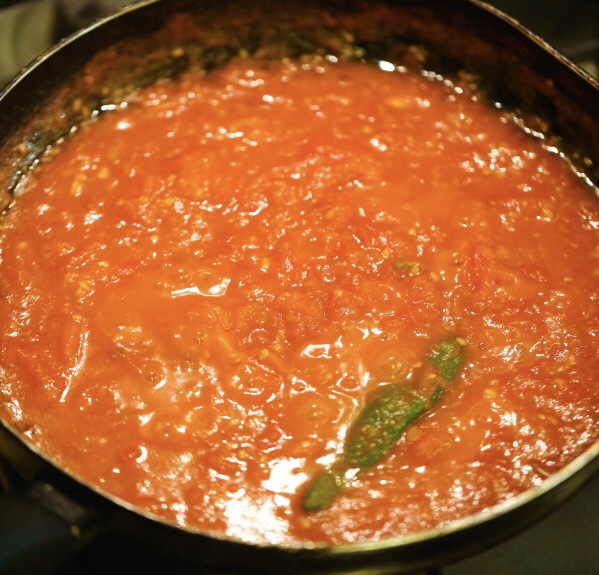
Kalayat bandura ou galayat bandura

### Pâtisserie
Outre les pâtisseries orientales connues comme le baklawa, la pâtisserie palestinienne possède ses spécialités  : 
- Le kenafeh de Naplouse : cheveux d’ange, beurre, pistaches pilées
- Le ma’amoul : petit gâteau fourré aux dattes, pistaches et noix
- Le qatayef : chausson fourré au fromage blanc ou aux fruits secs, que l’on mange pendant le mois de Ramadan.

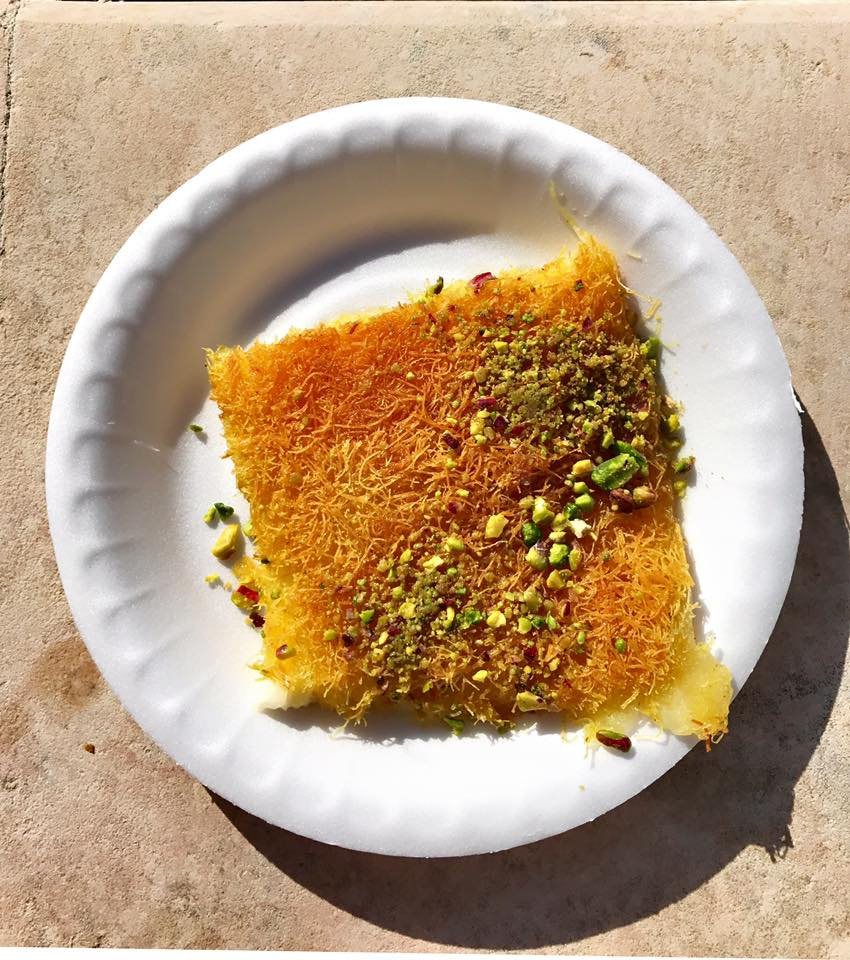
Pâtisserie knafeh

### Boisson
Les Palestiniens boivent du thé, du café turc (ou arabe) à la cardamone très sucré, des jus de fruits (abricot, amande, caroube, tamarin) et ces dernières décennies, beaucoup de sodas industrialisés aux marques connues. 
A Taybeh, se brasse une bière : la Taybeh beer. A Latroun, les moines trappistes sont aussi connus pour leur bière. 
L’arak est une eau-de-vie préparée à partir de moût de raisin fermenté (vin) et distillé, auquel sont ajoutées des graines d'anis ; le Liban, la Syrie, la Jordanie, la Palestine et Israël sont les seuls endroits du Proche-Orient où sa distillation et sa consommation sont courantes malgré l'interdit islamique et que consomment les Palestiniens chrétiens, juifs ou musulmans modérés. Les Salésiens (congrégation cléricale de droit pontifical)  produisent du vin au monastère de Cremisan situé entre Jérusalem et Beit Jala, appelé « Côtes de Cremisan ».

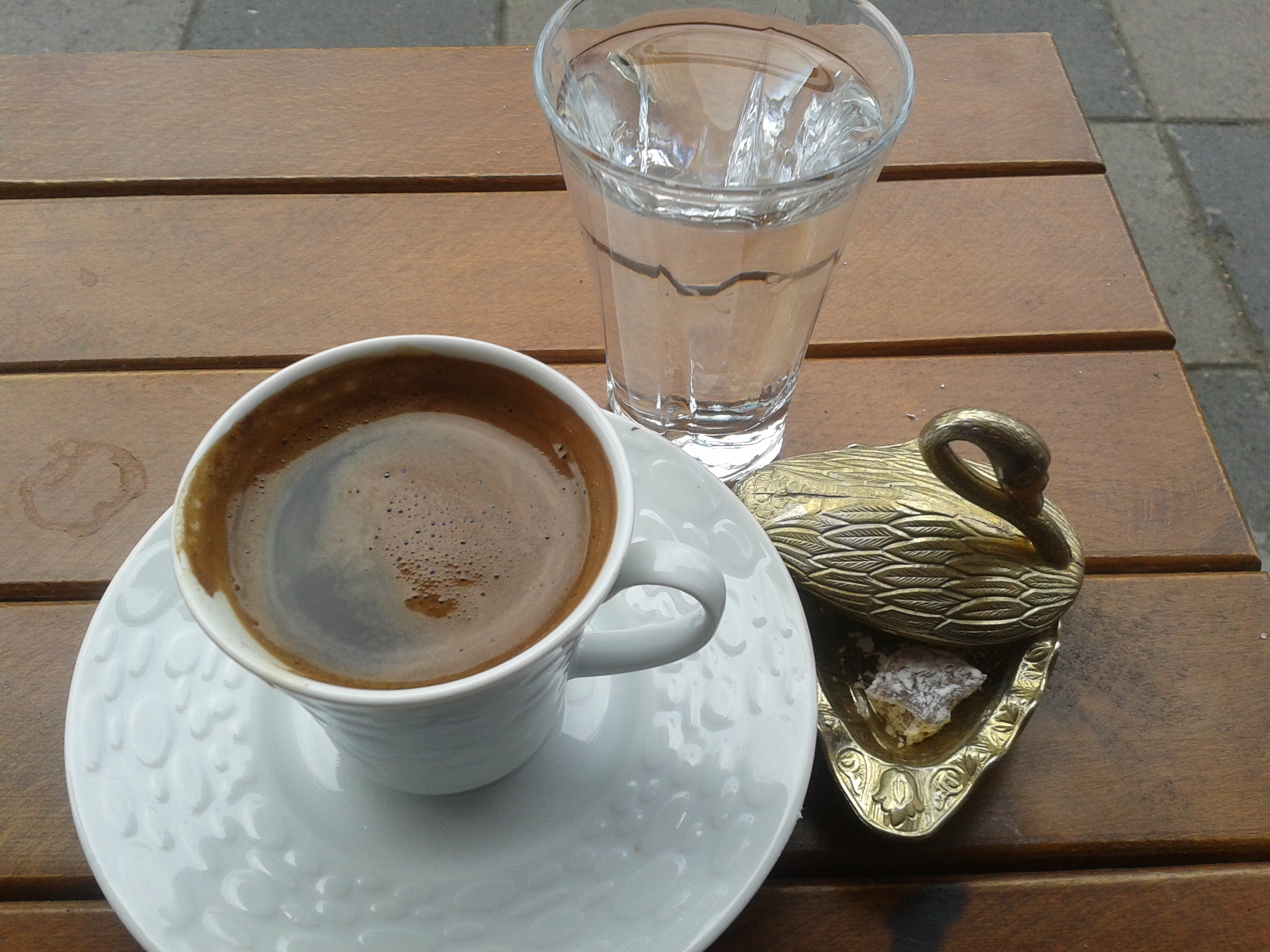
Café turc et son verre d'eau.

## Littérature
- Littérature palestinienne
- Centre Issaf Nashashibi pour la culture et la littérature (en)
- Festival palestinien de littérature
- Théâtre national palestinien, Théâtre Al-Kasaba

### Poètes palestiniens
- Majed Bamya
- Ibtisam Barakat (1963-)
- Mourid al-Barghouti
- Tamim al-Barghouti
- Mahmoud Darwich (1942-2008)
- Nathalie Handal
- Jabra Ibrahim Jabra (1919-1994)
- Taha Muhammad Ali (1931-2011)
- Kamal Nasser
- Samih al-Qâsim
- Fadwa Touqan (1914-2003)

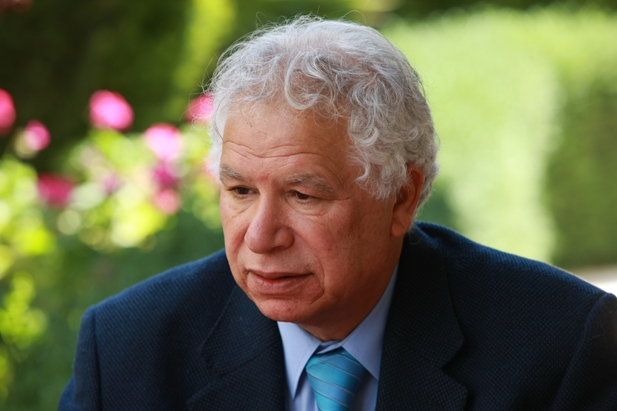
Le poète Mourid al-Barghouti

- Ibrahim Touqan, auteur du poème Mawtini, Hymne de l'Irak (1905-1941)
- Tawfiq Ziad

### Auteurs palestiniens
- Saïd K. Aburich, journaliste et écrivain
- Huzama Habayeb, conteuse, chroniqueuse, traductrice et poète
- Émile Habibi, romancier
- Raymonda Hawa-Tawil, écrivaine, journaliste
- Ghassan Kanafani, nouvelliste, essayiste et romancier
- Jabra Ibrahim Jabra, romancier, essayiste, traducteur et critique
- Widad Kawar, écrivain et collectionneur
- Sahar Khalifa, écrivain
- Elias Sanbar, écrivain, historien, essayiste
- Ibrahim Souss, écrivain, homme politique

## Cinéma
Le cinéma palestinien est essentiellement un cinéma engagé. On peut diviser l'histoire du cinéma palestinien en deux tendances historiques:
- Films au discours explicitement politique de l’Organisme de Cinéma Palestinien (OCP), fondé en 1968 par Hani Jawhirriya, qui entendait « mettre le cinéma tout entier au service de la révolution palestinienne »
- Films au langage plus esthétique réalisés à partir de 1980 par Michel Khleifi et les jeunes auteurs qu’il a inspirés

### Réalisateurs palestiniens
- Hany Abu-Assad
- Michel Khleifi
- Elia Suleiman

### Acteurs palestiniens
- Hiam Abbass
- Mohammad Bakri

### Films palestiniens
- Chronique d'une disparition
- Intervention divine
- Noce en Galilée
- Omar
- Paradise Now

### Télévision

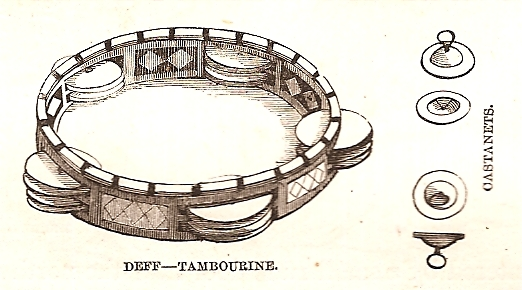
Tambourin et sagattes (1859)

- Les Pionniers de demain

## Musique
- Charlemagne Palestine, compositeur, musicien et chanteur
- Le Trio Joubran, trio de oudistes.
- Rim Banna, chanteuse palestinienne.
- Darg Team, groupe de rap palestinien.
- Sama Abdulhadi (connue sur scène d'abord sous le nom de SkyWalker puis simplement de Sama), première femme DJ de Palestine qui, après avoir intégré à l'équipe nationale de foot féminin et un groupe de hip hop,  est aujourd'hui internationalement connue dans le monde de la techno[3],[4].
- Musicien palestinien

## Danse

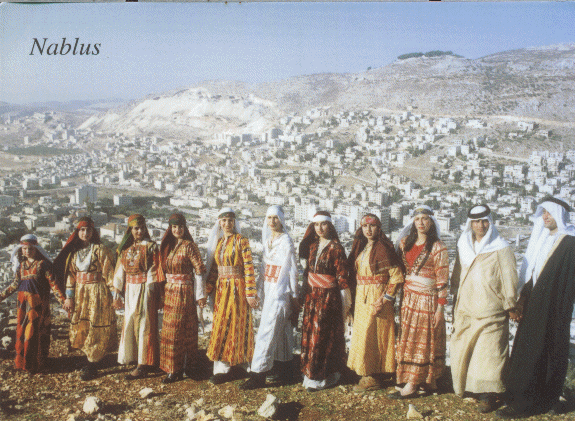
Dabkeh en tenue traditionnelle.

La dabkeh est une danse traditionnelle où les danseurs en ligne se tiennent par l'épaule. Celle des femmes se pratique à l'intérieur d'un cercle. La danse est rythmée par des tambourins et des flûtes.
- Troupe Ibdaa, créée en 1994, au camp de Dheisheh (près de Bethléem), présente dans plus de 70 festivals internationaux : 
  - Khaima (la tente), Wasiya (le commandement), Mo'takal (la prison), Ghorba (Être un étranger)...

## Théâtre
- Théâtre national palestinien avec François Abou Salem
- La Palestine sur le site de l'Union Internationale de la Marionnette

## Religions
La Palestine est le berceau du judaïsme et du christianisme, et une terre sainte pour ces derniers ainsi que pour l'Islam.
Depuis des siècles, tous se croisent et se retrouvent sur le sol de la Palestine, terre hautement sacrée et chargée de symboles pour ces trois grandes religions. Des lieux de culte et de vénération sont éparpillés sur tout ce territoire historique : Jérusalem, Bethléem, Jéricho, Hébron sont autant de noms de villes et de lieux qui font vibrer la fibre religieuse de centaines de millions de personnes de par le monde.
Les Palestiniens d'aujourd'hui sont majoritairement musulmans sunnites. 

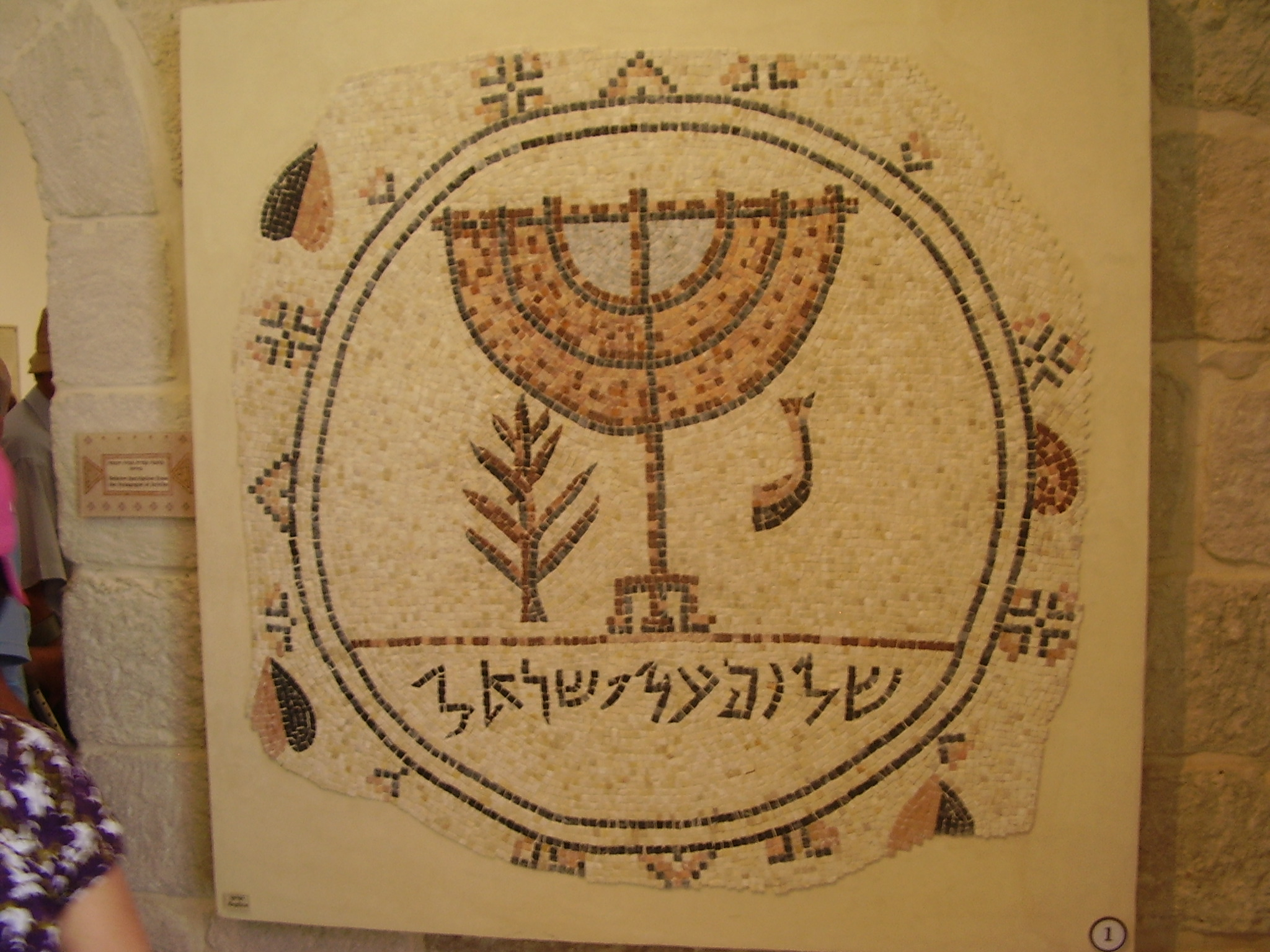
Mosaïque de l'ancienne synagogue de Jéricho (copie)
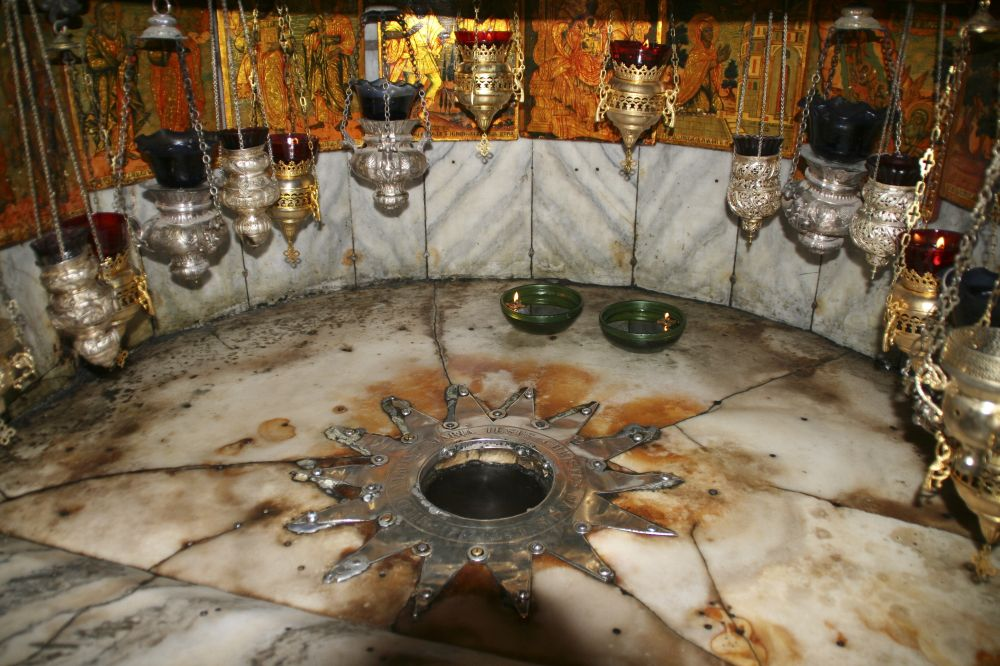
Grotte de la Nativité à Bethléem
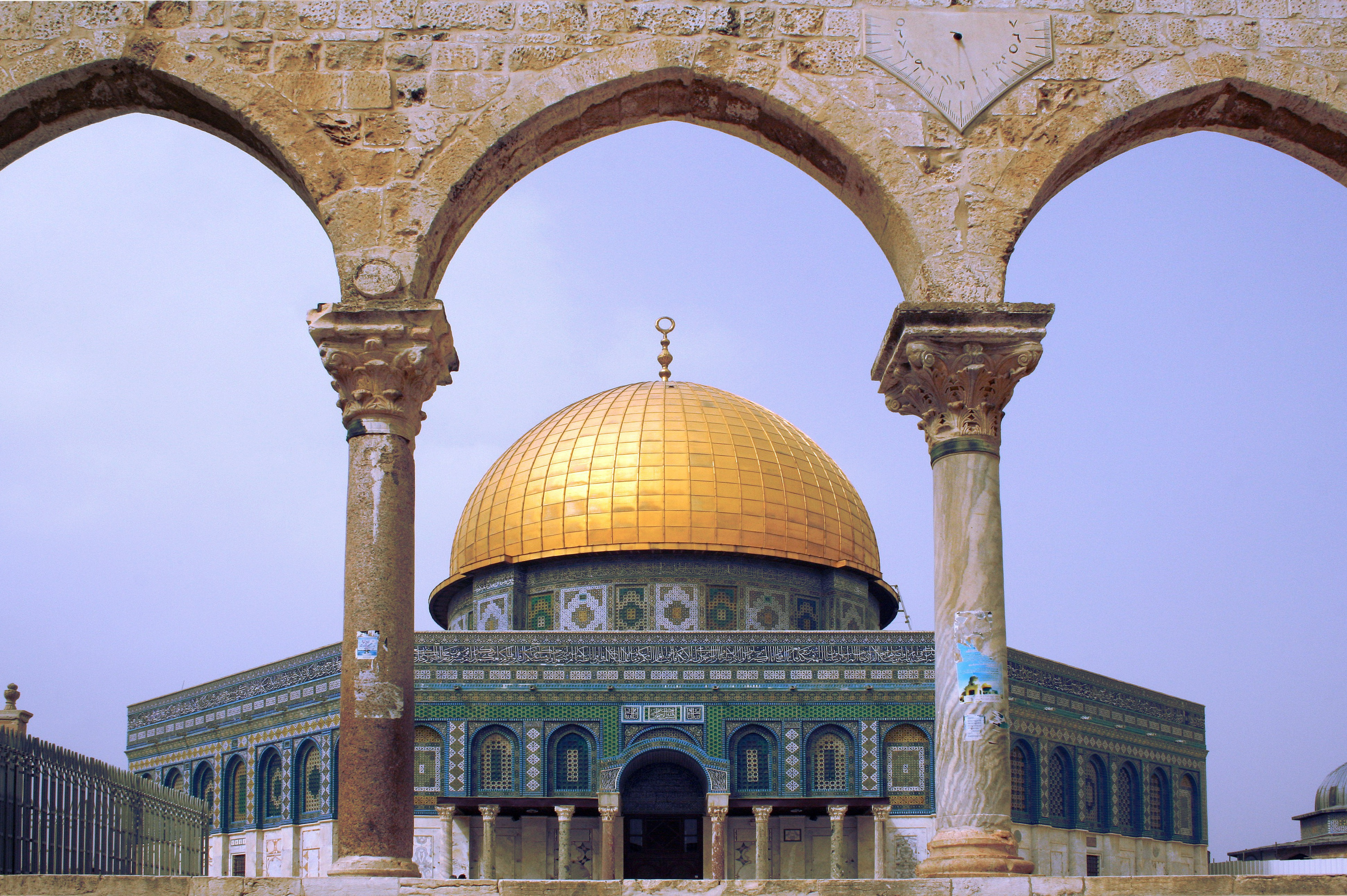
Dôme du Rocher à Jérusalem